# Natalie Dessay
Natalie Dessay, ursprungligen Nathalie Dessaix, född den 19 april 1965 i Lyon, är en fransk koloratursopran. Dessay var först skådespelerska men uppmuntrades att studera sång, bland annat vid Conservatoire national de région de Bordeaux. Hon vann tävlingen Les Voix Nouvelles som anordnades av France Telecom och studerade därefter vid Parisoperans École d'Art Lyrique.
Hon har bland annat spelat Olympia i Offenbachs Hoffmanns äventyr, Blondchen i Mozarts Enleveringen ur Seraljen, Nattens drottning i Trollflöjten och Zerbinetta i Strauss Ariadne på Naxos. 
Under senare delen av 1990-talet väckte hon stor uppmärksamhet med sitt omfattande register. På skiva finns inspelningar där hon går ända upp till trestrukna ass, alltså en liten sext ovanför höga c och en liten ters ovanför Nattens drottnings högsta ton.
År 2001-2002 fick hon svåra röstproblem och efter en stämbandsoperation återvände hon till scenen 2003. Hon har även gjort tyngre roller som Jules Massenets Manon, Charles Gounod Julia i Romeo och Julia, Donizettis Lucia (Lucia di Lammermoor) och sin första Violetta i Verdis La traviata, alla med en lägre tessitura än den som Dessay sjöng i under 1990-talet. 

## Diskografi
- DVD och CD: Natalie Dessay. Le miracle dúne voix. Ses plus grands rôles sur scène, Virgin Classics 2006
- CD: Natalie Dessay. Airs d'opéras français, Orchestre National du Capitole de Toulouse, dirigent Michel Plasson, Virgin Classics
- CD: Natalie Dessay. Airs d'opéras français, Orchestre de l'Opéra de Monte-Carlo, dirigent Patrick Fournillier, EMI
- DVD: Igor Stravinskij: Le Rossignol, Orchestre et chœurs de l’Opéra National de Paris dirigent James Conlon, Virgin Classics
- DVD: Ambroise Thomas: Hamlet, Liceu Opera, Barcelona, dirigent Bertrand de Billy, EMI 2004
- CD: Donizetti: Lucie de Lammermoor (sjungs på franska), Orchestre et Chœur de l’Opéra National de Lyon, dirigent Evelino Pidò, EMI 2002
- CD: Händel: Duos arcadiens, Le Concert d'Astrée, dirigent Emmanuelle Haïm, Virgin Classics
- CD: Händel: Delirio, Le Concert d'Astrée, dirigent Emmanuelle Haïm, Virgin Classics
- CD: Monteverdi: L'Orfeo (med Natalie Dessay som La musica), Ian Bostridge med flera, Le Concert d’Astrée, European Voices, Les Sacqueboutiers, dirigent Emmanuelle Haïm, Virgin Classics
- CD: Richard Strauss: 'Amor' - 4 Brentano-Lieder, Scener och arier från Arabella, Ariadne auf Naxos och Rosenkavaljeren, Orchestra of the Royal Opera House Covent Garden, dirigent Antonio Pappano, Virgin Classics
- CD: Léo Delibes: Lakmé (med Natalie Dessay i titelrollen), Chœur et Orchestre du Capitole de Toulouse dirigent Michel Plasson, EMI
- CD: Offenbach: Orfeus i underjorden, Orchestre Chambre de Grenoble, Choeur & Orchestre de l’Opéra de Lyon, dirigent Marc Minkowski, EMI
- CD: Natalie Dessay - Vocalises vokaliser av Rachmaninov, Alabiev, Saint-Saëns, Delibes, Ravel, Granados, Proch, Dell'acqua, Glière, J. Strauss den yngre; Berliner Symphonie-Orchester dirigent Michael Schönwand, EMI
- CD: Mozart: "Héroïnes" - Airs d'opéras. Natalie Dessay. Orchestra of the Age of Enlightenment dirigent Louis Langrée, Virgin Classics
- CD: Mozart: Airs de concert (konsertarior). Natalie Dessay, Orchestre de l'Opéra de Lyon, dirigent Theodor Guschlbauer, EMI
- CD+DVD: Mozart: H-moll mässan, Le Concert d’Astrée, Le Chœur d’Astrée, dirigent Louis Langrée, Virgin Classics
- CD: Carl Orff: Carmina Burana Natalie Dessay, Thomas Hampson, Gérard Lesne, Orchestre du Capitole de Toulouse, Orféon Donostiarra, dirigent Michel Plasson, EMI